# 西藏草莓
西藏草莓（学名：Fragaria nubicola）是蔷薇科草莓属的植物。分布于锡金、巴基斯坦及阿富汗、克什米尔地区以及中国大陆的西藏等地，生长于海拔2,500米至3,900米的地区，一般生长在沟边林下、林缘以及山坡草地，目前已由人工引种栽培。